# Estàtua de Penèlope
L'Estàtua de Penèlope és una estàtua de marbre descoberta a Persèpolis, i es creu que representa la mítica Penèlope. L'estàtua forma part del fons del Museu Nacional de l'Iran.
De dimensions reals, el personatge grec en estil sever fou excavat per l'Institut Oriental de Chicago, al 1945. Es trobava en tres fragments en les ruïnes del tresor de Persèpolis. L'estàtua és un indici de la presència grega a l'Iran en el període selèucida; una altra hipòtesi suggereix que hauria estat portada a la capital persa per Xerxes I des d'Atenes al 480 aC; altres encara suggereixen que fou un present per a segellar un acord entre els dos pobles. El seu descobriment recorda la destrucció de Persèpolis per Alexandre el Gran, a la primavera del 330 ae.
Penèlope en la mitologia grega és esposa d'Ulisses, filla d'Icari i de Periboea. Ella esperà la tornada del marit de la Guerra de Troia. El llarg viatge de retorn d'Ulisses és el tema de l'Odissea, d'Homer.
En maig de 2015, l'estàtua fou exposada en la Fundació Prada de Milà, Itàlia, durant prop de 4 mesos. Durant aquest període, l'estàtua es comparà amb altres versions conegudes. Les còpies, però, daten dels segles I i II. Un total de quatre estàtues, després de l'exposició de Milà, també s'exposaren a Teheran el 21 de setembre, el Dia Mundial de la Pau. El préstec de les estàtues i la sèrie d'exposicions formaven part d'un projecte d'aproximació cultural, en especial per l'ocasió de les negociacions per a la suspensió de sancions econòmiques contra Iran.

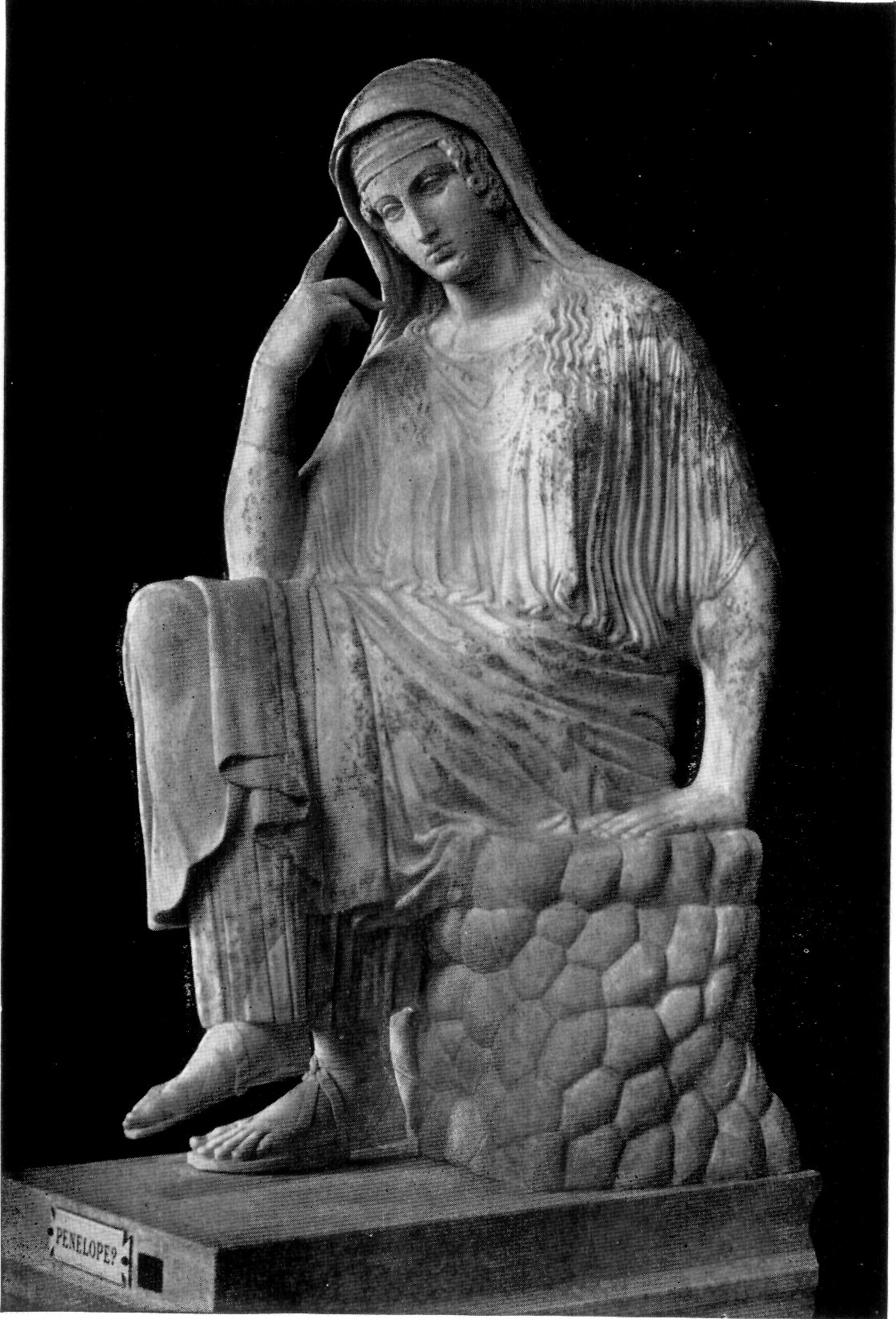
Versió de l'estàtua de Penélope exposada al Vaticà
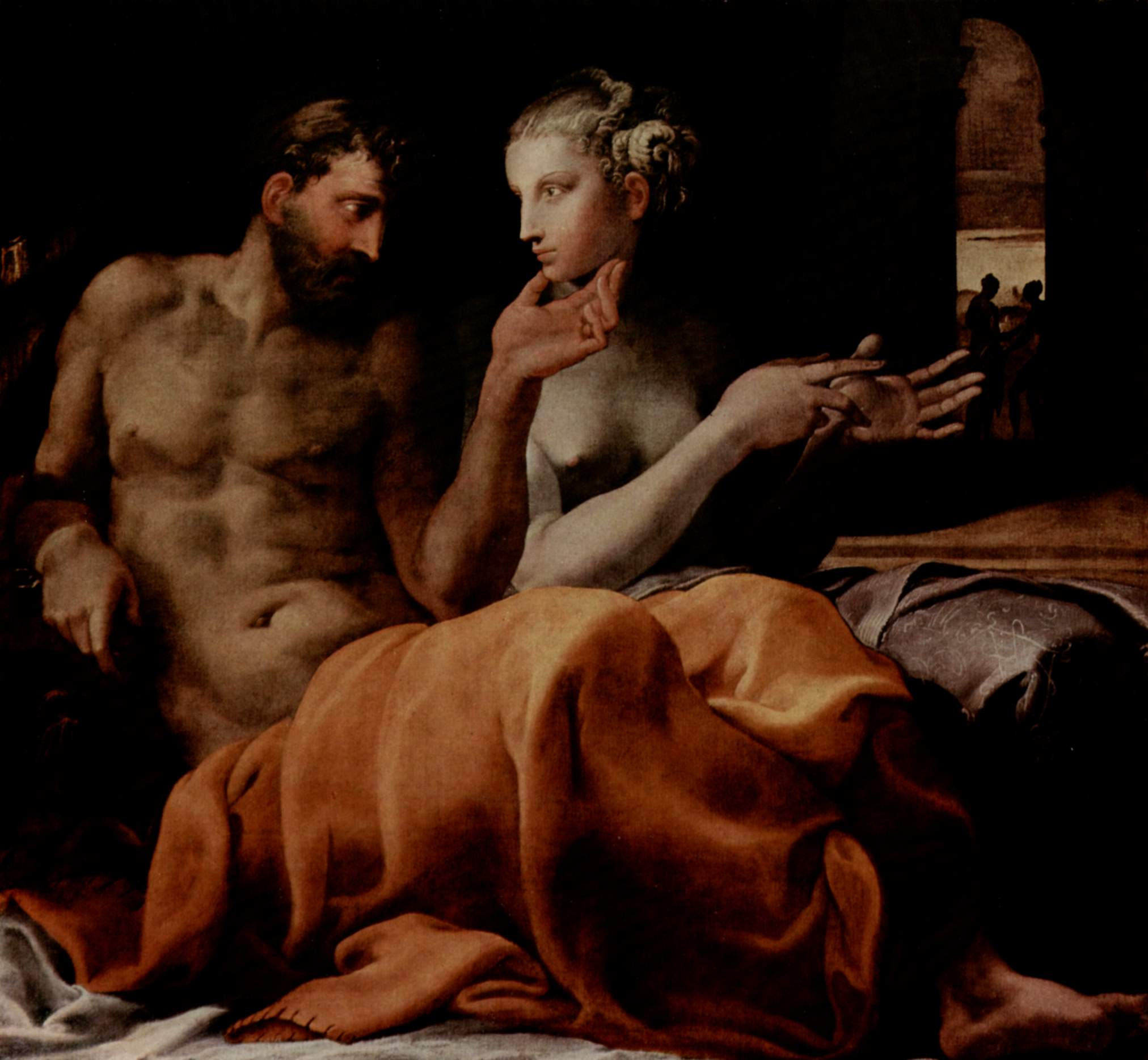
Ulisses i Penélope, per Francesco Primaticcio
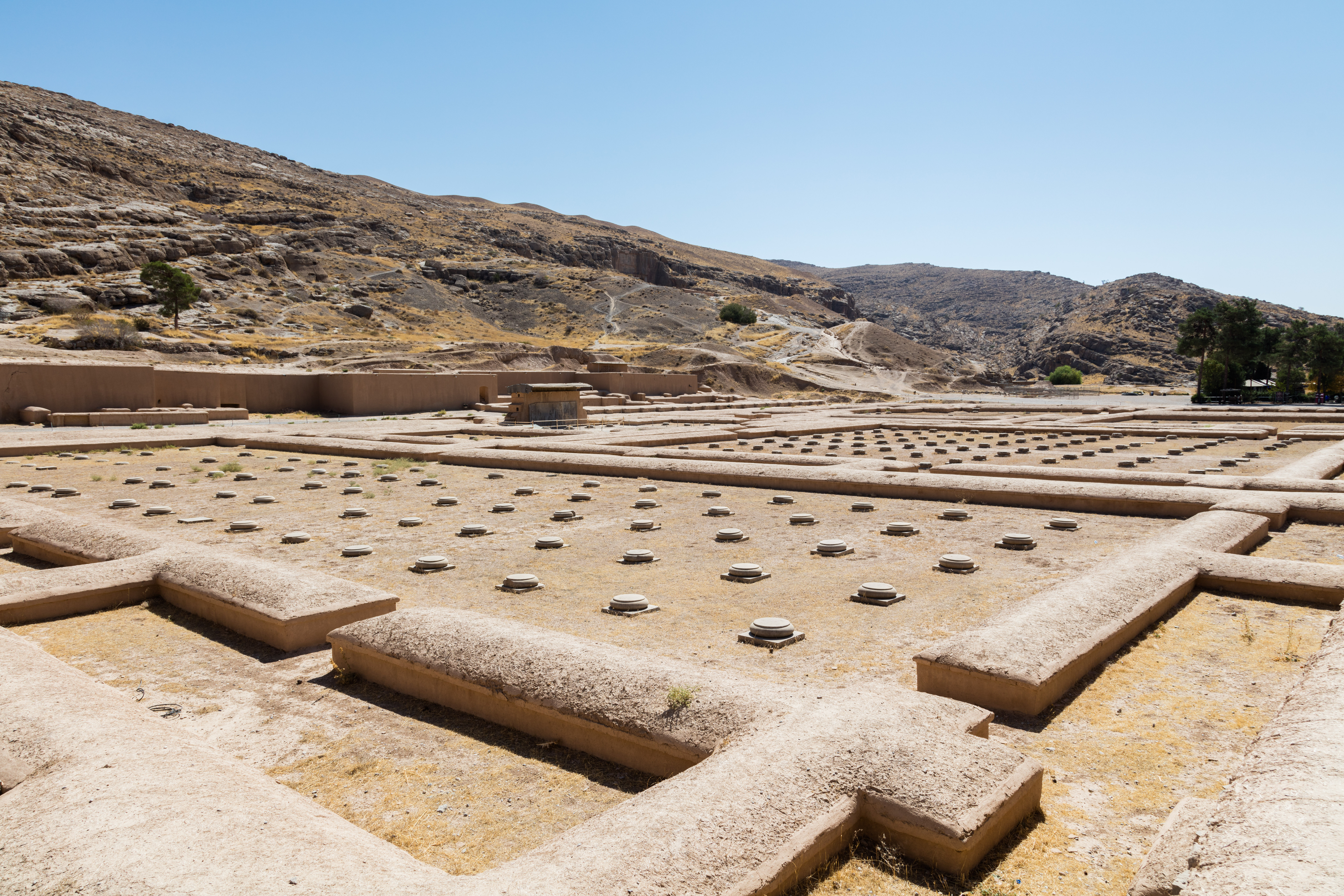
Vista del Tresor de Persèpolis
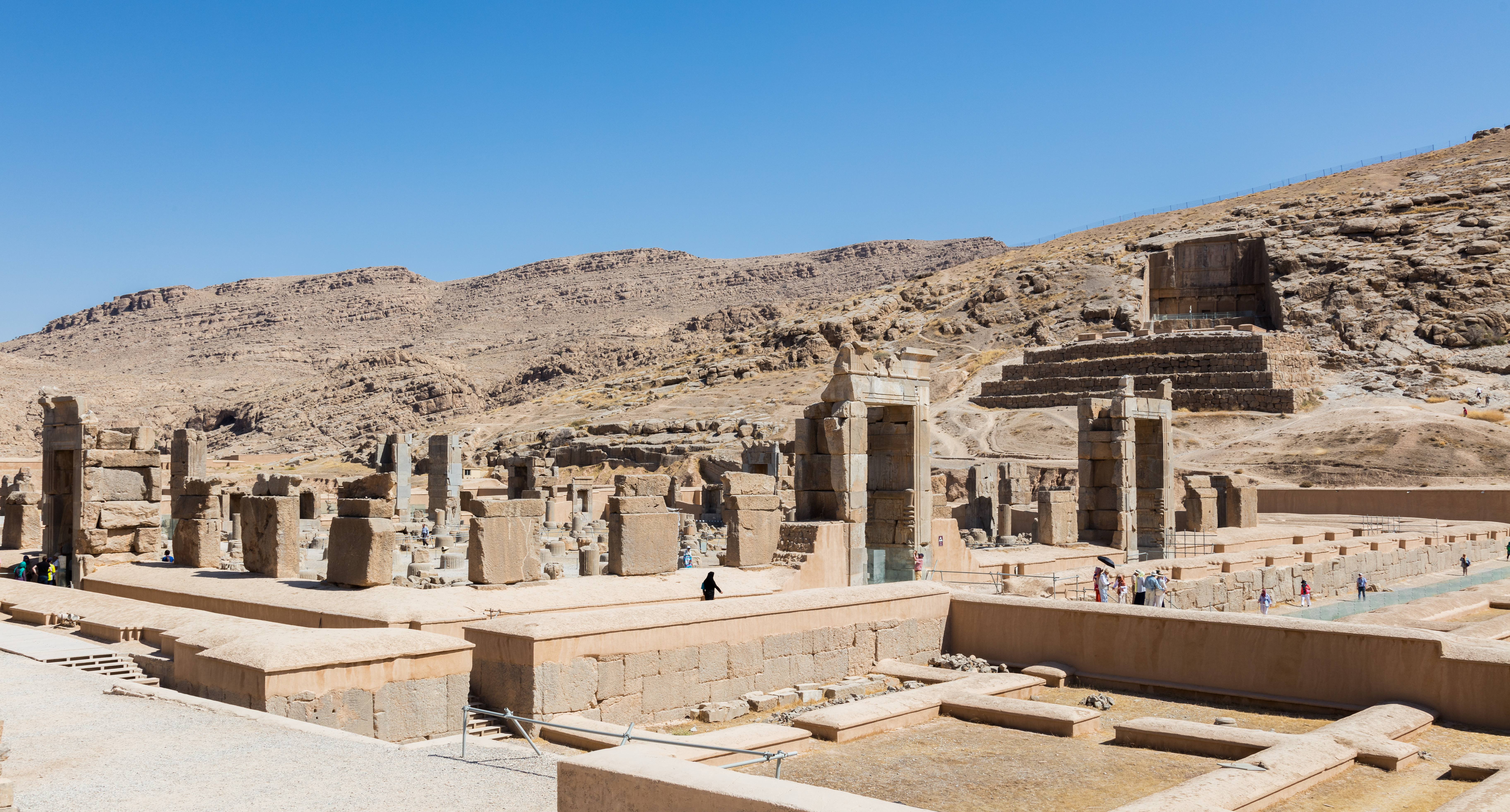
Vista general de les ruïnes de Persèpolis
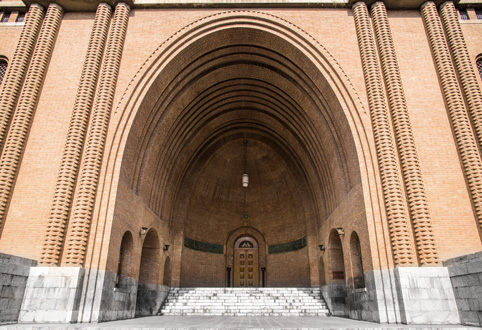
Façana del Museu de l'Iran Antic, a Teheran